# Махір Емрелі
Махір Махір огли Емрелі (азерб. Mahir Mahir oğlu Emreli), уроджений Махір Анар огли Мадатов (азерб. Mahir Anar oğlu Mədətov, нар. 1 липня 1997, Твер) — азербайджанський футболіст, нападник клубу «Нюрнберг» та національної збірної Азербайджану.
Навесні 2019 змінив прізвище з батькового Мадатов на материне Емрелі.

## Клубна кар'єра
Народився 1 липня 1997 року в російському місті Твер. Вихованець юнацької команди «Баку». Дебютував у Прем'єр-лізі в основній команді рідного клубу 27 вересня 2014 року в матчі Прем'єр-ліги проти клубу «Араз-Нахчиван», вийшовши на заміну на 66 хвилині. Загалом за столичну команду провів один сезон, взявши участь у 16 матчах чемпіонату.
16 липня 2015 року Мадатов підписав трирічний контракт із «Карабахом». У складі «Карабаху» тричі поспіль виграв національний чемпіонат, а також став дворазовим володарем національного кубка. Відіграв за команду з Агдама 126 матчів в національному чемпіонаті.
8 червня 2021 уклав контракт з польським клубом «Легія» (Варшава) розрахований до 30 червня 2024 року.
17 червня 2021, відзначився голом у переможній товариський грі 5–0. 7 липня 2021 в кваліфікаційному раунді Ліга чемпіонів УЄФА проти норвезького чемпіона «Буде-Глімт» Махір відзначився забитим голом.
У 2022 році Махір перейшов до хорватського клубу «Динамо» (Загреб).
14 лютого 2023 року на правах оренди перейшов до турецької команди «Коньяспор».
6 серпня 2024 року, Емрелі уклав контракт з німецьким клубом «Нюрнберг».

## Виступи за збірні
2012 року дебютував у складі юнацької збірної Азербайджану, взяв участь у 15 іграх на юнацькому рівні, відзначившись 2 забитими голами.
З 2016 року залучався до складу молодіжної збірної Азербайджану. На молодіжному рівні зіграв у 3 офіційних матчах, забив 2 голи. Зі збірною до 23 років став переможцем домашніх Ісламських ігор солідарності 2017 року. При цьому саме дубль Мадатова в фіналі проти Оману (2:1) приніс азербайджанцям золоті нагороди турніру.
9 березня 2017 року дебютував в офіційних матчах у складі національної збірної Азербайджану в товариському матчі проти Катару, а свій перший гол за збірну забив 29 травня 2018 року в товариському матчі проти Киргизстану.

## Титули і досягнення
- Чемпіон Азербайджану (5):

«Карабах»: 2015–16, 2016–17, 2017–18, 2018-19, 2019-20
- Володар Кубка Азербайджану (2):

«Карабах»: 2015–16, 2016–17
- Найкращий бомбардир Чемпіонату Азербайджану (2):

«Карабах»: 2018-19, 2019-20
- Чемпіон Хорватії (1):

«Динамо»: 2021–22
- Володар Суперкубка Хорватії (2):

«Динамо»: 2022, 2023
- Переможець Ісламських ігор солідарності: 2017